# Venezianische Glasfeder

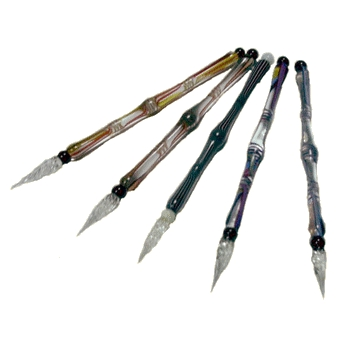
Venezianische Glasfedern

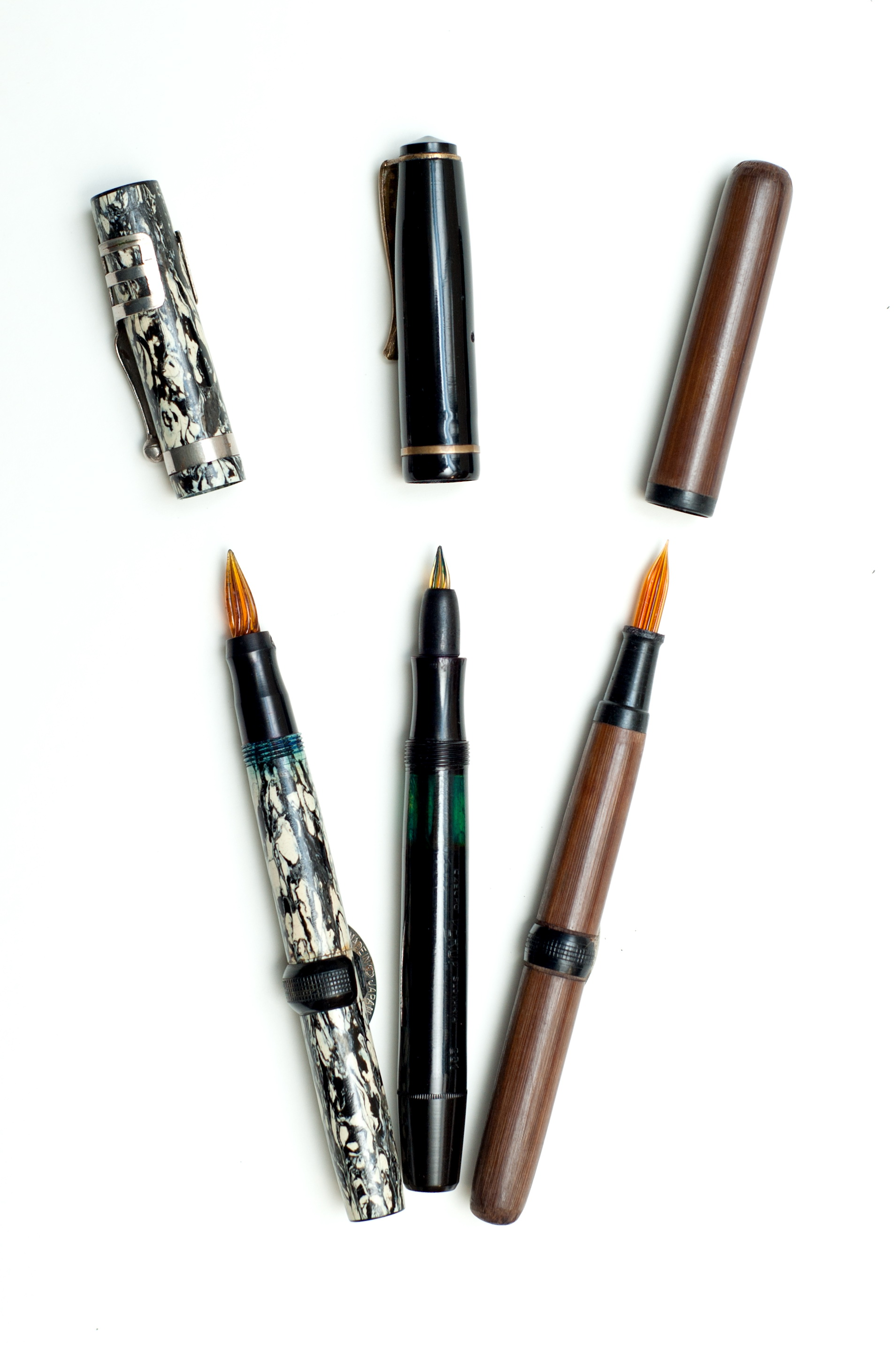
Füllhalter mit Glasfedern

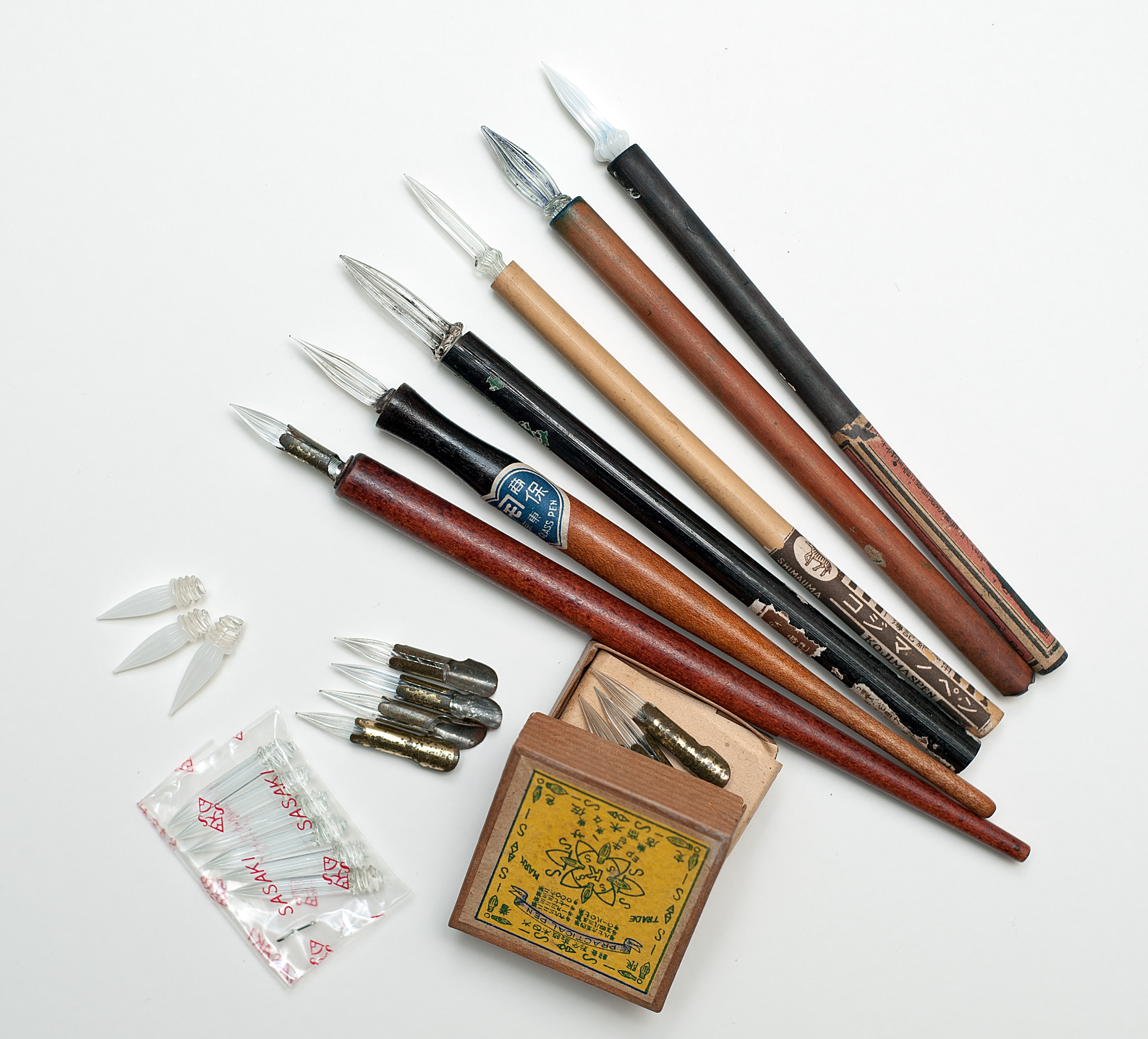
Glasfedern mit Holz- bzw. Bambusgriff

Die venezianische Glasfeder ist ein Schreibgerät und ein Zeichengerät. Sie ist vollkommen aus Glas und besteht mit Feder und Griff aus einem Stück. Zum Schreiben dient eine farbige Flüssigkeit, im Allgemeinen Tinte.

## Geschichte
Bis zum 18. Jahrhundert wurden im Zuge der Ausbreitung des Handels und der Entwicklung der Künste immer wieder Versuche unternommen, Glasfedern als Alternative zur bis dahin verwendeten Gänsefeder herzustellen. Der wirtschaftliche Druck für haltbare Schreibgeräte war groß. So verbrauchte man zu Beginn des 19. Jahrhunderts in Deutschland etwa 50 Millionen Federkiele pro Jahr, England importierte jährlich etwa 27 Millionen Stück aus St. Petersburg. Gänsefedern verbrauchten sich zu schnell. So verbrauchte ein Schreiber etwa fünf Federkiele am Tag.
In Japan, Nordamerika und Deutschland versuchten Glasmacher daher dünne Glasstangen mit spitz zulaufenden Facetten, in denen sich die Tinte hielt, zu produzieren. Diese waren aber zu zerbrechlich, um eine ernst zu nehmende Alternative zu den Gänsefedern darzustellen, auch wenn sie durch die geringe Abnutzung und die Fähigkeit, auf Holz, Papier, Leder und ähnlichen Materialien zu schreiben, große Vorteile boten. Thüringer Glasbläsern gelang es dann aber, die Bruchfestigkeit sowie die Kohäsions- und Kapillarkraft zu verbessern, so dass sich die Glasfeder nun langsam als Schreibgerät durchsetzte.
1902 entwickelte Sadajiro Sasaki (1868–1912), ein japanischer Handwerker zur Herstellung von Windspielen, eine Glasfeder, die zunächst noch mit Griffen aus Bambus gefertigt wurden. Diese wurden dann in großem Umfang von Sase Industry Co., Ltd. (japanisch 佐瀬工業所 Sase Kogyosho) produziert, welches ein Schüler Sadajiro Sasakis gegründet hatte. Ein späterer Inhaber des Unternehmens, Isamu Sase (1926–1989), entwickelte die Glasfeder dann weiter und ließ diese aus einem Stück mit gläsernem Griff fertigen.
Französische, amerikanische und deutsche Hersteller setzten die Federspitze aus Glas in Füllhalter ein. Im 19. Jahrhundert wurde die Glasfeder zur Markierung von Stoffen in der Textilindustrie in den USA verwendet. In den 1920er Jahren wurde sie in der amerikanischen Öffentlichkeit noch einmal populär. Sie erlebte auch noch einmal während der Mangelwirtschaft der beiden Weltkriege eine Renaissance.
Allerdings wurde der Siegeszug der Glasfeder bald wieder beendet, als die sich gleichzeitig durchsetzende Feder aus Metall immer weiter verbessert wurde. Während die Qualität der metallenen Federn stetig gesteigert werden konnte, konnten die Herstellungskosten kontinuierlich gesenkt werden, so dass die metallenen Federn letztendlich günstiger waren als Federkiele und Glasfedern, zudem waren sie robust und hatten eine geringe Abnutzung.
Heute werden Glasfedern noch immer produziert, allerdings nur noch in der Kalligrafie verwendet. Ebenfalls beliebt sind sie als Schmuckgegenstände zur Dekoration.

## Herstellung
Hergestellt werden die Glasfedern aus zwei schmalen Glasstäben. Einer davon ist farbig und schmuckvoll. Dieser bildet die Grundlage für den späteren Griff. Der andere ist üblicherweise klar. Dieser bildet die Grundlage für die Spitze. Jeweils ein Ende der Stäbe wird über einer Glasbläserlampe erhitzt. Der klare Glasstab wird dann auf den Griff aufgesetzt, gezogen, so dass eine Spitze entsteht und diese vom klaren Stab abtrennt.

## Der Begriff „venezianische Glasfeder“
Warum die Glasfeder meist venezianische Glasfeder genannt wird, ist unklar. Es gibt zwar viele Quellen, die auf die Entwicklung der Glasfeder in Murano bei Venedig im 17. Jahrhundert verweisen, allerdings deutet die Ähnlichkeit der Texte in den verschiedenen Quellen darauf hin, dass alle Quellen auf sich gegenseitig verweisen. Ihr Ursprung bleibt dabei unklar. Es kann sein, dass die Glasbläser in Murano sich auch an Glasfedern versucht haben. Eine Möglichkeit ist aber auch, dass Murano lediglich als Markenname verwendet wurde, da Murano ein bekanntes Zentrum der europäischen Glasindustrie war, in Murano selbst aber nie Glasfedern hergestellt wurden.
Dennoch kann man beobachten, dass der Begriff „venezianische Glasfeder“ mittlerweile zum Gattungsbegriff geworden ist und Schreibgeräte aus Glas bezeichnet, egal, ob sie aus Venedig stammen oder nicht.